# Innenstadt (Göttingen)

Lage des Stadtbezirks Innenstadt im Stadtgebiet von Göttingen

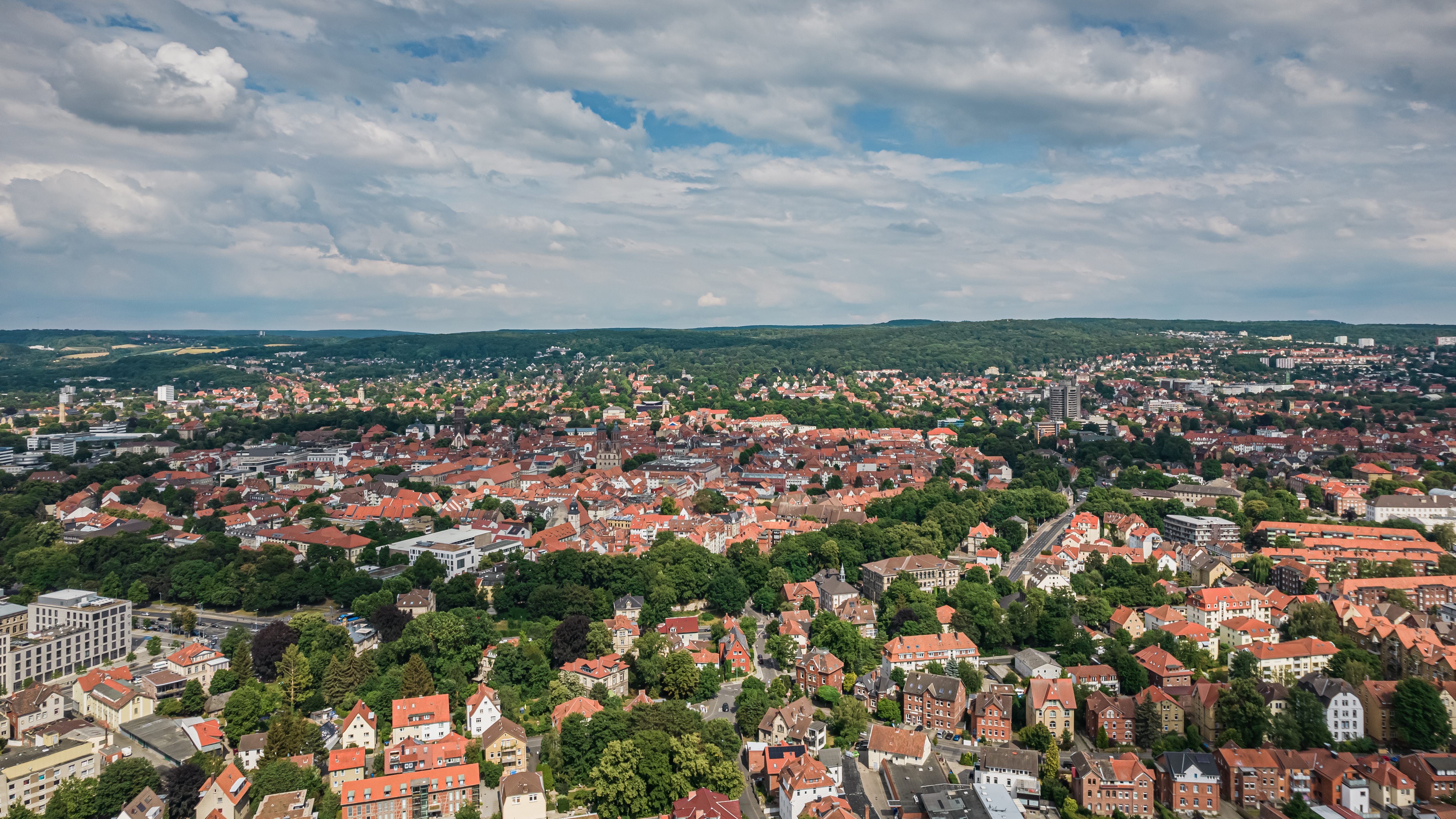
Luftaufnahme von 2022

Die Innenstadt ist einer von 18 Stadtbezirken der niedersächsischen Universitätsstadt Göttingen. Sie liegt im Zentrum Göttingens und umfasst den historischen Stadtkern sowie die angrenzenden Gebiete Bahnhof-Ost (bis zur Bahnlinie), Deutsches Theater (bis Nikolausberger Weg und Bühlstraße) und Albanikirchhof (bis Schildweg).
Direkte Nachbarn des Stadtbezirks Innenstadt sind nur Göttinger Stadtbezirke, nämlich – vom Westen aus im Uhrzeigersinn – Weststadt, Nordstadt, Oststadt und Südstadt.
In der Innenstadt leben auf einer Fläche von 1,49 km² 8.647 Einwohner (Stand: 31. Dezember 2023).
Die Pandektengasse ist die schmalste Straße der Innenstadt.